# Van Holkema & Warendorf

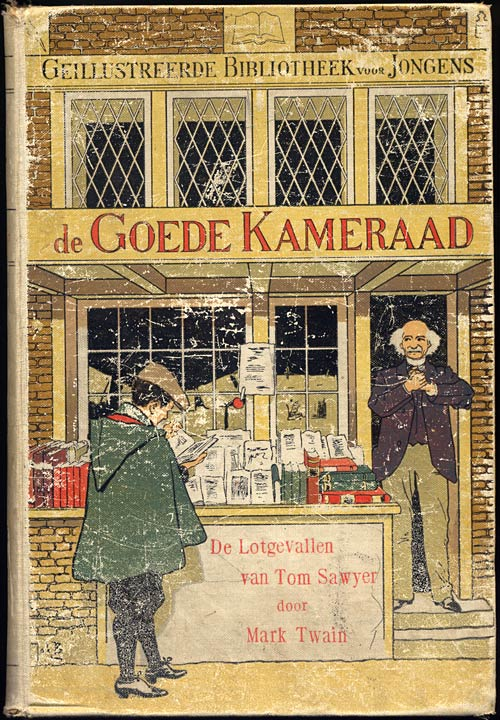
De lotgevallen van Tom Sawyer („Aventurile lui Tom Sawyer”) de Mark Twain, publicat în 1920 de Van Holkema & Warendorf: ilustrațiile au fost realizate de Johan Braakensiek

Van Holkema & Warendorf este o fostă editură independentă din Țările de Jos, care este în prezent o marcă editorială a editurii Unieboek | Het Spectrum. Van Holkema & Warendorf publică în principal cărți pentru copii și tineret, thrillere și romane populare.

## Istoric

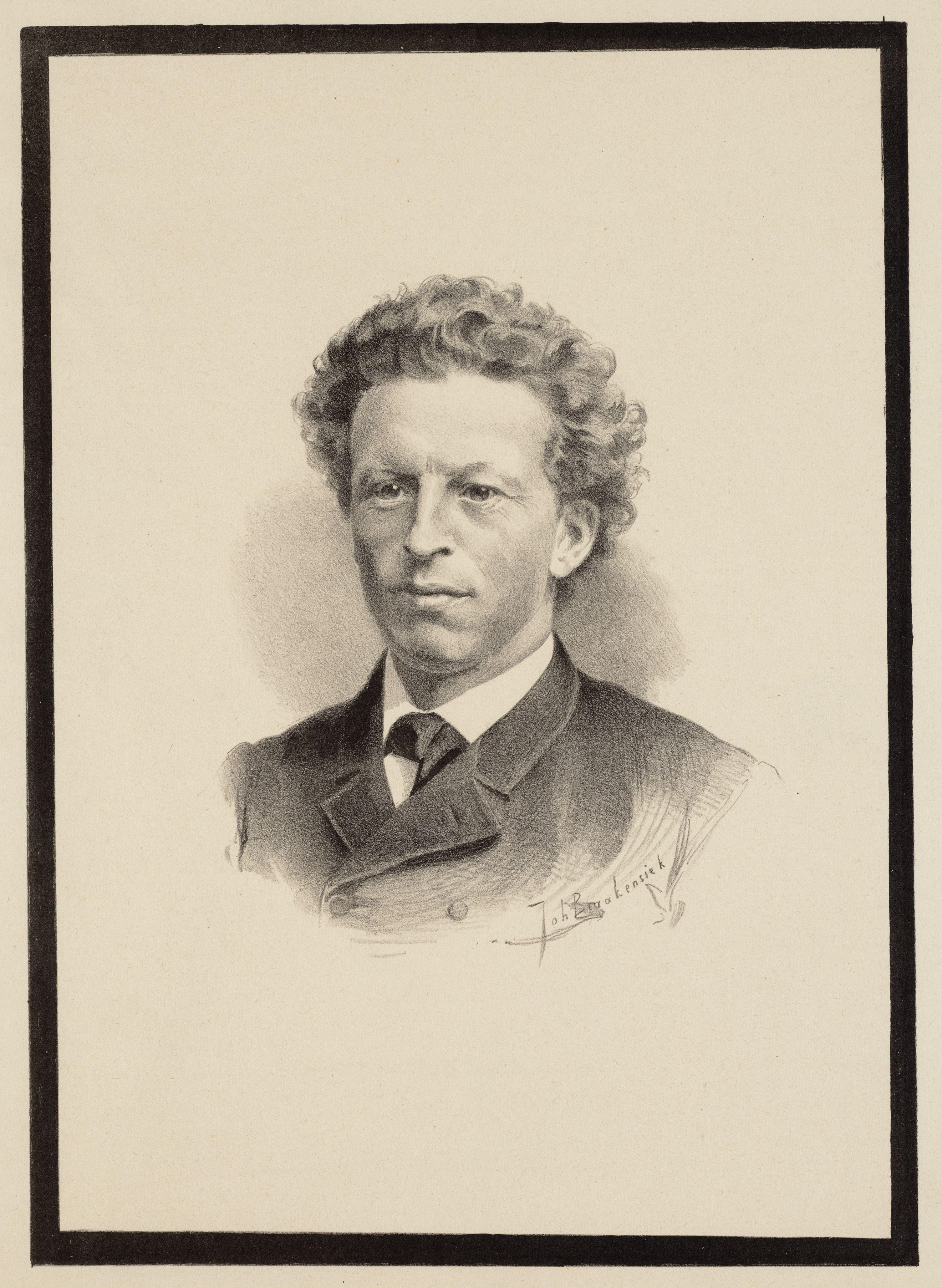
Tjomme van Holkema (desen de Johan Braakensiek, 1891)

În 1878 Tjomme van Holkema, un descendent al familiei Van Holkema, care a deținut anterior librăria Boekhandel Scheltema și Holkema, a înființat o editură în clădirea de pe Keizersgracht 436 din Amsterdam. După moartea lui, care a avut loc în 1891, văduva lui, C.S. Kremer (1843-1909), a preluat compania, în asociere cu Simon Warendorf (1861-1918). Doamna Van Holkema s-a retras de la conducerea afacerii în 1901, iar fiul ei, Arjen Buwalda van Holkema (1873-1953), care era reprezentant autorizat din 1896, a preluat funcția de partener. În 1925 editura a devenit societate pe acțiuni, iar primii directori au fost Van Holkema și M.E.H. Warendorf (1896-1994), fiul lui Simon.
În preajma sfârșitului secolului al XIX-lea, H&W a publicat cărți scrise de Louis Couperus și Herman Heijermans, precum și traduceri din operele ale lui Shakespeare, Gorki și Dostoievski. H&W a mai publicat cărți de istorie și cărți despre familia regală. La începutul anilor 1950 au apărut aici cărțile pentru copii scrise de Jaap ter Haar și Dick Laan.
În 1965 Van Holkema & Warendorf a fuzionat cu Van Dishoeck, iar după fuziune a fost nevoie de mai mult capital. Contactele cu Drukkerij și Uitgeverij v/h C. de Boer jr. NV au oferit perspective de dezvoltare a companiei, iar în anul 1970 acțiunile editurii Van Holkema & Warendorf au fost achiziționate de Uitgeverij Unieboek.

## Marca Van Holkema & Warendorf
Sub marca Van Holkema & Warendorf sunt publicate cărți pentru copii și tineret, cărți de ficțiune și de non-ficțiune.

## Scriitori celebri publicați de editură
Lista de mai jos oferă o imagine de ansamblu a unor scriitori cunoscuți care sunt asociați cu Van Holkema & Warendorf.
- Maeve Binchy
- Jackie Collins
- Marion van de Coolwijk
- Arend van Dam
- Jeffery Deaver
- Tiny Fisscher
- Ken Follett
- Michael Grant
- Vivian den Hollander
- Kate Mosse
- Janneke Schotveld
- Carry Slee
- Jacques Vriens

Următorii scriitori au fost asociați la un moment dat cu fosta editură Van Holkema & Warendorf.
- Annemarie Bon
- Caja Cazemier
- John Christopher
- Louis Couperus
- Marcellus Emants
- Jaap ter Haar
- Bouke Jagt
- Cornelis Johannes Kieviet
- Jan van der Made
- Mirjam Mous
- Francine Oomen
- Carry Slee
- Jan Terlouw
- Jacques Vriens